# Dichter und Denker
Dichter und Denker ist eine stehende Wendung, die die Verbindung von Kunst und Wissenschaft in einer Person oder Gruppe bezeichnet. Üblicherweise wurden mit dem Volk der Dichter und Denker die Deutschen und mit dem Land der Dichter und Denker Deutschland bezeichnet. Gelegentlich – etwa in touristischen Zusammenhängen – wird auch von einer bestimmten Stadt der Dichter und Denker gesprochen, darunter Weimar, Jena oder Tübingen.

## Wortgeschichte
Die Wortverbindung ist eine Zwillingsformel. Ihr Urheber ist unbekannt, sie wurde aber im frühen 19. Jahrhundert geprägt und steht als „formelhafte Beschreibung“ für die Deutschen. Die gängigen phraseologischen Nachschlagewerke führen den Ursprung auf den Schriftsteller Johann Karl August Musäus zurück, der im Vorbericht an Herrn David Runkel, Denker und Küster… zu seinen Volksmärchen der Deutschen (1782–1786) schrieb: „Was wäre das enthusiastische Volk unserer Denker, Dichter, Schweber, Seher ohne die glücklichen Einflüsse der Fantasie?“ Musäus hatte bereits in seinen Physiognomischen Reisen die Wortfolge „Denker und Dichter“ verwendet, die auch Saul Ascher in seiner Streitschrift Germanomanie (1815) benutzte; er schrieb über „die Denker und Dichter, welche Deutschlands Kultur im achtzehnten Jahrhundert auf eine hohe Stufe der Bildung emporhoben“. Jean Paul etablierte um die Wende zum 19. Jahrhundert laut Wolfgang Mieder die Umkehrung dieser Formel auf „Dichter und Denker“, allerdings noch ohne Bezug auf die Deutschen.

### Bezug auf die Deutschen im 19. Jahrhundert
Verschiedenen Personen ist zugeschrieben worden, dass sie die Verwendung der Formel im Zusammenhang mit den Deutschen geprägt hätten, darunter dem Literaturhistoriker Wolfgang Menzel, der 1828 seinen Überblick über Die deutsche Literatur folgendermaßen begann:
„Die Deutschen thun nicht viel, aber sie schreiben desto mehr. Wenn dereinst ein Bürger der kommenden Jahrhunderte auf den gegenwärtigen Zeitpunkt der deutschen Geschichte zurückblickt, so werden ihm mehr Bücher als Menschen vorkommen. […] Er wird sagen, wir haben geschlafen und in Büchern geträumt. […] Das sinnige deutsche Volk liebt es zu denken und zu dichten, und zum Schreiben hat es immer Zeit.“
Andere haben den Ursprung in der Widmung des Werks Ernest Maltravers or the Eleusinia (1837) von Edward Bulwer gesehen: „To the great German people, a race of thinkers and of critics“.
Die französische Schriftstellerin Madame de Staël sprach von den Deutschen als den dichtenden und denkenden Menschen in ihrem Buch De l’Allemagne, das 1813 in England erschien, nachdem es 1810 in Frankreich verboten worden war:
„Da die ausgezeichneten Männer Deutschlands nicht in einer und derselben Stadt versammelt sind, so sehen sie sich beinahe gar nicht, und stehen nur durch ihre Schriften mit einander in Verbindung. … Die deutschen Schriftsteller beschäftigen sich nur mit Theorien, mit Gelehrsamkeit, mit literarischen und philosophischen Untersuchungen, und davon war für die Mächtigen dieser Welt nichts zu fürchten.“
Die zuweilen geäußerte Behauptung, dass de Staël die Wendung der Dichter und Denker geprägt habe, lässt sich nicht belegen.
Das romantisierende Deutschlandbild politikferner intellektueller Eliten verbreitete sich im ganzen Mittelmeerraum, während es im deutschen Sprachraum wiederum durchaus mit Stolz angenommen wurde, etwa bei Klopstock in seiner Deutschen Gelehrtenrepublik. So sieht der Sprachwissenschaftler Hans-Georg Müller die Wendung als „meist von Deutschen in überheblicher Manier“ verwendet.
Der Germanist Günter Schäfer-Hartmann hat das Aufkommen dieser Wendung zu den geistesgeschichtlichen Strömungen des 19. Jahrhunderts in Beziehung gesetzt. Sie stehe mit der unter anderem von Jacob Grimm vertretenen Idee im Zusammenhang, es gebe einen Volksgeist, der das Volk zu einem dichtenden Kollektiv forme und damit abseits der „Kunstpoesie“ der höfischen Überlieferung eine „Naturpoesie“ hervorbringe, die „dem deutschen Volk eigentümlich“ sei. In diesem Diskurs verortet Schäfer-Hartmann auch Robert Prutz, der in seinem Aufsatz Die politische Poesie der Deutschen 1845 schrieb:
„Das deutsche Volk ist kein Volk der That […]. Wir sind die weise Frau der Weltgeschichte, die großen Ideologen, die den Nationen Unterricht geben in der Philosophie und der Poesie und der Kunst und kurzum, in allen Dingen, zu deren Ausführung man nicht vom Stuhl aufzustehen braucht; wir erobern auch die Welt, aber nicht mit Schwertern, sondern mit Lehrsätzen und Gedichten.“

### Nostalgie im 20. und 21. Jahrhundert
Im 20. Jahrhundert wurde die Wendung zunehmend zur Erinnerung und Mahnung an die geistesgeschichtlich große Zeit der Klassik und Romantik benutzt. So schrieb etwa Thomas Mann in seiner 1945 veröffentlichten Essaysammlung Adel des Geistes über Adelbert von Chamisso, dieser sei zu Beginn des 19. Jahrhunderts „aus einem französischen Knaben ein deutscher Dichter“ geworden: „Ein deutscher Dichter: das war etwas dazumal in der Welt. Das Wort vom Volke der Dichter und Denker stand in seiner vollen Geltung. […] Ein Deutscher sein, das hieß beinahe ein Dichter sein. Aber noch mehr: ein Dichter sein, das hieß beinahe auch schon, ein Deutscher sein.“ Friedrich Dürrenmatt richtete sich 1956 „An die Schweizer und die Deutschen“: „Wir sind schon längst kein Volk der Hirten mehr, so wenig wie Sie ein Volk der Dichter und Denker.“

## „Volk der Richter und Henker“ und weitere Abwandlungen
Die Wendung ist vielfach abgewandelt worden. Ein bekanntes Beispiel ist der Satiriker Karl Kraus, der in Die letzten Tage der Menschheit den „Nörgler“ (sein literarisches Alter Ego) vom „Volk der Richter und Henker“ sprechen ließ: „Die deutsche Bildung ist kein Inhalt, sondern ein Schmückedeinheim, mit dem sich das Volk der Richter und Henker seine Leere ornamentiert.“ Dieses Antizitat konnte Wolfgang Mieder erstmals in einem Gedicht von Oscar Blumenthal 1904 nachweisen, während bereits Friedrich Nietzsche 1882/83 „ich gehe als Richter und Henker an mir zu Grunde“ geschrieben hatte. Laut Mieder ist die Abwandlung mit Bezug auf das NS-Regime zu einem „selbständigen ‚entflügelten Wort‘“ geworden. Bertolt Brecht etwa griff diese Begrifflichkeiten in einem Gedicht auf: „Die Dichter und Denker / Holt in Deutschland der Henker.“ Und Erwin Chargaff führte 1962 aus: „Das Volk der Richter und Henker machte Platz dem Volk der Wächter und Schlächter.“ Wolfgang Mieder hat eine Reihe von Bezügen auf die Ausgangsformel in literarischen und publizistischen Texten zusammengestellt, von denen sich einige auf den PISA-Schock bezogen haben.